# Église Saint-Antoine-de-Padoue de Busovača
Pour les articles homonymes, voir Église Saint-Antoine-de-Padoue.
L'église Saint-Antoine-de-Padoue (en croate : Crkva svetog Antuna Padovanskog) est située en Bosnie-Herzégovine, sur le territoire de la ville de Busovača et dans la municipalité de Busovača. Elle a été construite en 1896 et est inscrite sur la liste des monuments nationaux de Bosnie-Herzégovine.